# Драматичен театър „Драгомир Асенов“
Драматичен театър „Драгомир Асенов“ е културен център в Монтана.
Театърът е основан през 1962 г. (първото представление е „Всяка есенна вечер“ от Иван Пейчев). Наречен е на Драгомир Асенов, драматург, роден в Монтана.
Театърът разполага с 1 основна зала (584 места) и 2 камерни зали. Организирани са и няколко школи към театъра.